# First Session (Grant Green)
First Session è un CD postumo di Grant Green, pubblicato dalla Blue Note Records nel 2001. Il disco contiene le prime incisioni (come leader) del chitarrista, risalenti ai primi anni '60.

## Tracce
1. He's a Real Gone Guy – 5:17 (Nellie Lutcher) – Registrato il 26 novembre 1960 al Van Gelder Studio di Englewood Cliffs, New Jersey
2. Seepin' – 11:45 (Grant Green) – Registrato il 26 novembre 1960 al Van Gelder Studio di Englewood Cliffs, New Jersey
3. Just Friends – 6:35 (John Klenner, Sam M. Lewis) – Registrato il 26 novembre 1960 al Van Gelder Studio di Englewood Cliffs, New Jersey
4. Grant's First Stand – 8:49 (Grant Green) – Registrato il 26 novembre 1960 al Van Gelder Studio di Englewood Cliffs, New Jersey
5. Sonnymoon for Two – 6:14 (Sonny Rollins) – Registrato il 26 novembre 1960 al Van Gelder Studio di Englewood Cliffs, New Jersey
6. Woody 'N' You (Take 4) – 5:54 (Dizzy Gillespie) – Registrato il 27 ottobre 1961 al Van Gelder Studio di Englewood Cliffs, New Jersey
7. Woody 'N' You (Take 7) – 5:53 (Dizzy Gillespie) – Registrato il 27 ottobre 1961 al Van Gelder Studio di Englewood Cliffs, New Jersey

## Musicisti
Brani nr. - 1, 2, 3, 4 e 5
- Grant Green - chitarra
- Wynton Kelly - pianoforte
- Paul Chambers - contrabbasso
- Philly Joe Jones - batteria[4]

Brani nr. - 6 e 7
- Grant Green - chitarra
- Sonny Clark - pianoforte
- Butch Warren - contrabbasso
- Billy Higgins - batteria[5]